# Saprofág

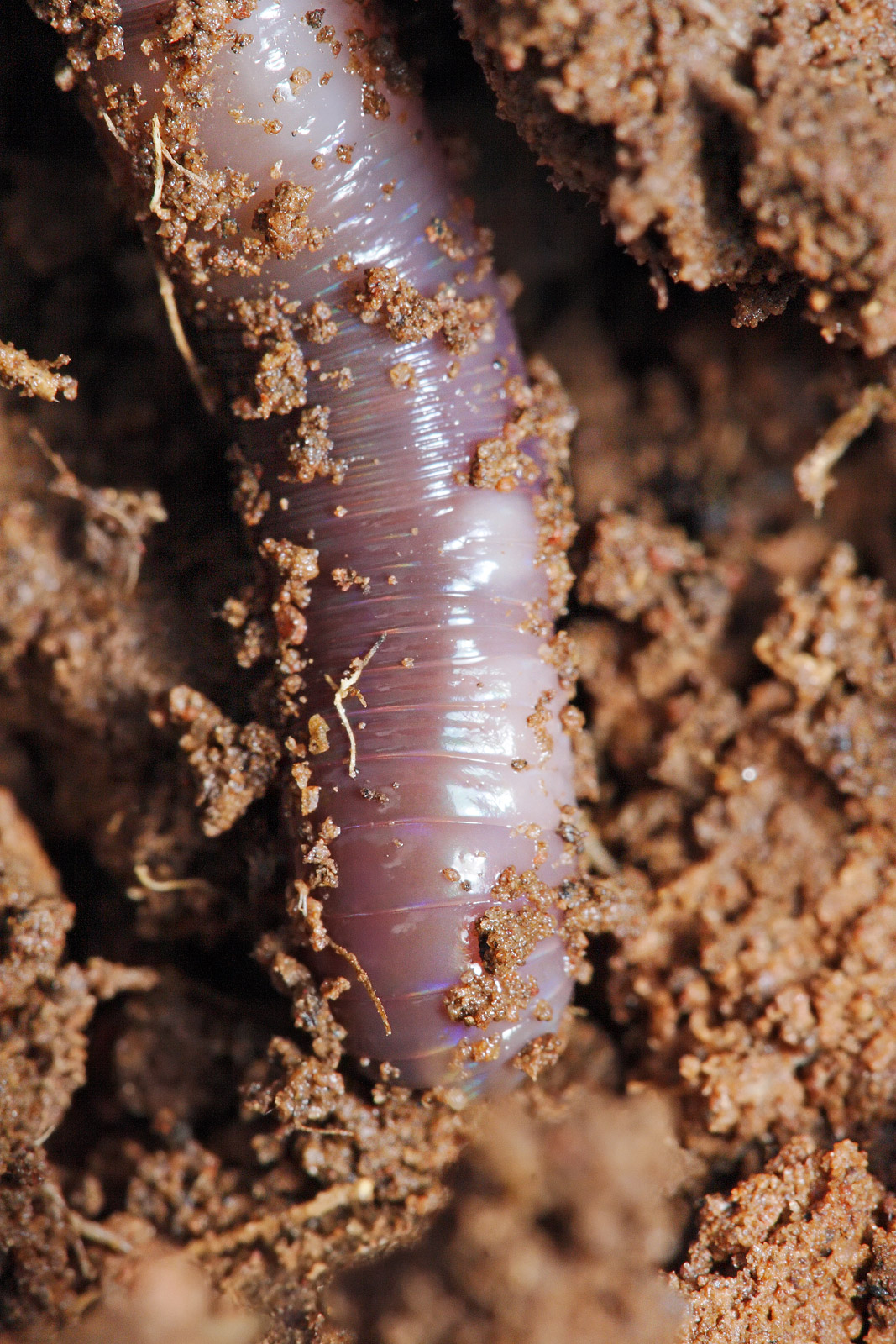
Žížala obecná, známý saprofág (konkrétně detritofág)

Saprofág (také saprotrof, saprob) je heterotrofní organismus (především živočich či houba, jiné skupiny se označují spíše jako rozkladači), který – na rozdíl od predátorů – získává energii z organických látek odumřelých organismů nebo jejich částí. Takový způsob alespoň částečné výživy se někdy česky nazývá hniložijnost či saprotrofie. Saprofágové se považují za konzumenty a za rozkladače (dekompozitory), na rozdíl od zelených producentů s fotosyntetickými barvivy.

## Saprofyt
Termínem saprofyt se dříve označovaly některé nezelené vyšší rostliny (např. hnilák smrkový, hlístník hnízdák; různé orchideje), o kterých se myslelo, že se vyživují z odumřelých organických látek (viz též epifyty). V této souvislosti je termín již zastaralý, protože se zjistilo, že se zmíněné vyšší rostliny vyživují díky zvláštní symbióze (mutualismu) s houbami (mykoheterotrofie).
Termín se používal či užívá i k označení hub a některých bakterií. Je užíván např. v mykologii, v lichenologii či lékařství.

## Dělení saprofágů
Saprofágové se dělí na mrchožrouty (mršiny), detritofágy – rozkladače (detrit) a koprofágy (výkaly).

## Saprofágové ve fosilním záznamu
Některé fosilní objevy ukazují, že saprofágové byli hojní již v období vzdálené geologické minulosti. Známe například stopy po jejich činnosti v někdejších mršinách kachnozobých a sauropodních dinosaurů z období pozdní křídy před více než 72 miliony let. Po velkém vymírání na konci křídy před 66 miliony let se rovněž saprofágové značně rozšířili, a to díky velkému množství mrtvých těl zvířat a rostlin, zahubených katastrofou.